# Severovýchodní Indie

Severovýchodní Indie (anglicky Northeast India) resp. oficiálně Severovýchodní region (North Eastern Region, NER) je část Indie tvořená svazovými státy Arunáčalpradéš, Ásám, Manípur, Méghálaj, Mizóram, Nágáland, Tripura a (územně nesouvisející) Sikkim. Region tvoří velký a členitý územní výběžek na východě státu, propojený se zbytkem Indie pouze úzkým koridorem. Sousedí s Bangladéšem, Myanmarem, čínským územím Tibet, Bhútánem, Nepálem (skrze Sikkim) a indickým státem Západní Bengálsko.
Největším městem oblasti je s necelým milionem obyvatel (2011) Guváhátí ležící v Ásámu. Oblast jako celek je na indické poměry relativně řídce osídlená, i tak měla podle sčítání roku 2011 téměř 46 milionů obyvatel. Téměř celé území patří do povodí Brahmaputry, která tudy protéká ze severovýchodu na jihozápad. Na severu se region zvedá do velehorských výšin Himálaje, nejvýše Kančendženga (8586 m n.m.) na hranicích Sikkimu a Nepálu (nejvyšší hora celé Indie). Mimo Sikkim je nejvyšší horou Kangto (7090 m) na hranici s Čínou, z indické strany dosud nezlezená.
Během britské koloniální éry patřila oblast dnešních sedmi států (bez Sikkimu) do provincie Ásám. Po vyhlášení nezávislosti země v roce 1947 byl nicméně vinou rozdělení Indie od Pákistánu region oddělen od dnešní Bangladéše (dříve Východní Pákistán). Výsledkem je, že severovýchodní Indie je nyní spojena se zbytkem Indie pouze úzkým Siligurským koridorem o šíři cca 20 km.
Region je předmětem řady pohraničních sporů a konfliktů, zejména s Čínou, která si nárokuje většinu Arunáčalpradéše (jako tzv. „Jižní Tibet“).